# مفید کایاجان
مفید کایاجان (به ترکی استانبولی: Müfit Kayacan) (زاده ۱۷ ژانویه ۱۹۵۶، یشیلکوی) بازیگر و کارگردان تئاتر اهل ترکیه است.

## زندگی
او در ۱۷ ژانویه ۱۹۵۹ در کاش، آنتالیا متولد شد. وی از مهندسی صنایع دانشگاه چوکوروا آدانا فارغ‌التحصیل شد. او یکی از بنیان‌گذاران تئاترهای شهری شهرداری آنتالیا (AŞT) است، جایی که برای اولین بار در سال ۱۹۸۳ بازی کرد و ۲۵ سال مدیر هنری عمومی بود. در این مدت او در ۳۲ نمایش مختلف شرکت کرد و ۲۵ نمایش را کارگردانی کرد. در همان زمان، وی به مدت ۱۰ سال به عنوان رئیس بخش خدمات فرهنگی در شهرداری کلان‌شهر آنتالیا خدمت کرد. یکی از جشنواره‌های متعددی که در دوران تصدی وی ایجاد شد، "ملی تئاتر دبیرستان" در سال ۱۹۹۳ با شرکت ۶ دبیرستان برای اولین بار آغاز شد. کایاجان، که همچنین به عنوان عضو هیئت داوران جشنواره فیلم نارنجی طلایی فعالیت می‌کرد، همچنین یکی از سازندگان جشنواره بازی‌های تماشایی لیکیا است. در محدوده بسیاری از پروژه‌های اجتماعی، او تئاتر را به روستاها و زندان‌ها برد و نمایش‌هایی را در مکان‌های قدیمی اجرا کرد. او همچنین یکی از هماهنگ‌کنندگان پروژه است. او همچنین در برخی سریال‌ها و فیلم‌های تلویزیونی بازی کرده‌است.
او متأهل و دارای دو فرزند است. در سال ۲۰۱۲، وی در شانزدهمین دوره جوایز تئاتر آفیفه برای بازی در نقش «عبدی» در نمایش نیگار خونین که با تئاتر آدم روی صحنه رفت و همچنین در آن ایفای نقش کرد، نامزد «جایزه بهترین بازیگر موزیکال یا کمدی» شد.

## فیلم‌شناسی

### فیلم‌هایی که او در آن‌ها بازی کرده‌است
| سال  | نام فیلم                | نقش        |
| ---- | ----------------------- | ---------- |
| ۲۰۰۶ | کلاس دیوانه             | وکیل       |
| ۲۰۰۷ | کلاس دیوانه در کمپ      | وکیل       |
| ۲۰۱۵ | امیدوارم                | سرپرست     |
| ۲۰۱۵ | جنون                    | حمزه       |
| ۲۰۱۶ | بانک قلب‌های شکسته       | فتحی‌یلی    |
| ۲۰۱۷ | کنار جاده               | امام       |
| ۲۰۱۶ | آلبوم                   | جمال       |
| ۲۰۱۷ | خلیج                    | بولنت      |
| ۲۰۱۸ | عزیزم من را بزن (کوتاه) |            |
| ۲۰۱۸ | آنونس                   | حیاتی      |
| ۲۰۱۸ | آخرین خروج              | آرایشگر    |
| ۲۰۱۹ | خواهران                 | شوکت       |
| ۲۰۱۹ | برادر شوهر آیکوت        | سادی       |
| ۲۰۱۹ | دیده شده‌است             | عدنان      |
| ۲۰۱۹ | چیزهای کوچک             | حکمت       |
| ۲۰۱۹ | تزئین قتل               | مرد دهقانی |
| ۲۰۲۰ | یک‌نفس بیشتر             | سرهاد      |
| ۲۰۲۰ | جلسه نمایندگی فروش      | نوری       |
| ۲۰۲۰ | ما اینجوری هستیم        | هالوک      |
| ۲۰۲۱ | برادر شوهر آیکوت ۲      | سادی       |

### سریال تلویزیونی
| سال  | نام سریال                     | نقش                                 |
| ---- | ----------------------------- | ----------------------------------- |
| ۲۰۰۳ | متشکرم                        |                                     |
| ۲۰۰۵ | خواهر شوهر کزبان              | سیمتری                              |
| ۲۰۰۶ | ماچوها                        | ایکدام                              |
| ۲۰۱۰ | روزی روزگاری                  | مدیر مدرسه                          |
| ۲۰۱۲ | فوریه                         |                                     |
| ۲۰۱۵ | عشق از نو                     | (بازیگر مهمان)                      |
| ۲۰۱۶ | راهزنان در دنیا حکومت نمی‌کنند | فریدون                              |
| ۲۰۱۶ | جسور و زیبا                   | رفعت                                |
| ۲۰۱۷ | زندانی                        | (بازیگر مهمان)                      |
| ۲۰۱۸ | نام: زهرا                     | بایرام                              |
| ۲۰۱۸ | من بارتو ام / بلوتی‌وی         | دایی                                |
| ۲۰۱۹ | رویارویی                      | سلیم                                |
| ۲۰۱۹ | عشق گریه می‌کند                | ییلدریم اوزبن                       |
| ۲۰۲۰ | زمستان سخت                    | یاشار                               |
| ۲۰۲۰ | الف / بلوتی‌وی                 | آراپ                                |
| ۲۰۲۰ | عشق ۱۰۱ / نتفلیکس             | نجدت                                |
| ۲۰۲۰ | شرکت خانوادگی / بین کانکت     | شنول کورت                           |
| ۲۰۲۱ | گودال                         | جومالی کوچوالی (عمو) / حلیل ابراهیم |

## تئاتر
- نگهبانان جنگل ۱۹۸۳ / نویسنده: اولکر کوکسال
- ناصرالدین کوچک ۱۹۸۴ / نویسنده: سرپیل آکیلی‌اوغلو
- نام مستعار گونجاگول ۱۹۸۴ / نویسنده: اوکتای آراییجی
- کانگوروی ماهر ۱۹۸۵ / نویسنده: احمد اونل
- با دستگیره ۱۹۸۵ / نویسنده: هدایت سایین
- گرفتن گوشه ۱۹۸۶ / نویسنده: هدایت سایین
- سوزان خیابان سرخ ۱۹۸۷ / نویسنده: اردوغان آیتکین
- حماسه کشانلی علی ۱۹۸۸ / نویسنده: هالدون تانر
- من چشمانم را می‌بندم، وظیفه‌ام را انجام می‌دهم ۱۹۸۹ / نویسنده: هالدون تانر
- پر سر و صدا در ماه ۱۹۹۰ / نویسنده: هالدون تانر
- ارواح نمی‌میرند ۱۹۹۰ / نویسنده: هالدون تانر
- من آب ندارم ۱۹۹۰ / نویسنده: احمد اونل
- عمارت فهیم پاشا ۱۹۹۱ / نویسنده: تورگوت اوزاکمان
- نیگار خونین ۱۹۹۲ / نویسنده: سادیک شندیل
- کفش ۱۹۹۳ / نویسنده: نجاتی جومالی
- قدیسان قصه‌ها ۱۹۹۵ / نویسنده: م. تانر چلیک
- گرفتن گوشه ۱۹۹۶ / نویسنده: هدایت سایین
- عروسی یا طبل ۱۹۹۷ / نویسنده: حشمت زیبک
- عشق اعتصاب ۱۹۹۸ / نویسنده: ساواش آیکیلیچ
- چکمه زرد در سیاست ۱۹۹۹ / نویسنده: رجب بیلگینر
- خسیس ۲۰۰۰ / نویسنده: مولیر
- متعصب ۲۰۰۱ / نویسنده: متین بالای
- سفارشی ۲۰۰۲ / نویسنده: تورگوت اوزاکمان
- نام مستعار گونجاگول ۲۰۰۲ / نویسنده: اوکتای آراییجی
- روستای همسایه دیوانه است ۲۰۰۳ / نویسنده: اوستون دوکمن
- نام گنج ۲۰۰۴ / نویسنده: سینان بایراکتار
- شابان، نجات دهنده سرزمین مادری ۲۰۰۹ / نویسنده: هالدون تانر
- عمارت فهیم پاشا ۲۰۱۰ / نویسنده: تورگوت اوزاکمان
- در ناباوری زندگی کنند ۲۰۱۱ / نویسنده: متین بالای
- ماجراجویی اسرارآمیز هکاو یا شاعر اشرف ۲۰۱۲ / نویسنده: سمیه چلنک
- کارملا و پائولینو ۲۰۱۳ / نویسنده: خوزه سانچیس سینیستر
- عزیزنامه ۲۰۱۴ / نویسنده: م. تانر چلیک
- کمدی کمد لباس جذاب ۲۰۱۶ / نویسنده: یونس گوموش
- این نیز بگذرد ۲۰۱۸ / نویسنده: اوعور ساعتچی

## برخی از نمایشنامه‌های تئاتری که او کارگردانی کرده‌است
- کانگوروی ماهر ۱۹۸۵ / نویسنده: احمد اونل
- سوزان خیابان سرخ ۱۹۸۷ / نویسنده: اردوغان آیتکین
- حماسه کشانلی علی ۱۹۸۸ / نویسنده: هالدون تانر
- من چشمانم را می‌بندم، وظیفه‌ام را انجام می‌دهم ۱۹۸۹ / نویسنده: هالدون تانر
- پر سر و صدا در ماه ۱۹۹۰ / نویسنده: هالدون تانر
- ارواح نمی‌میرند ۱۹۹۰ / نویسنده: هالدون تانر
- من آب ندارم ۱۹۹۰ / نویسنده: احمد اونل
- عمارت فهیم پاشا ۱۹۹۱ / نویسنده: تورگوت اوزاکمان
- نیگار خونین ۱۹۹۲ / نویسنده: سادیک شندیل
- کفش ۱۹۹۳ / نویسنده: نجاتی جومالی
- چکمه زرد در سیاست ۱۹۹۹ / نویسنده: رجب بیلگینر
- سفارشی ۲۰۰۲ / نویسنده: تورگوت اوزاکمان
- عشق اعتصاب ۲۰۱۰ / نویسنده: ساواش آیکیلیچ

## جوایز و نامزدها
- شانزدهمین جوایز تئاتر آفیفه - «بهترین بازیگر مرد موزیکال یا کمدی» (نامزد) - نیگار خونین (۲۰۱۲)
- جوایز تماشاگران مستقیم - «بهترین بازیگر مرد» - شابان، نجات‌دهنده سرزمین مادری (۲۰۰۹، تئاتر شهر BB آنتالیا)
- جوایز تئاتر ماسک طلایی مرسین - «بهترین کارگردان» - حماسه کشانلی علی (۱۹۸۹، تئاتر شهر BB آنتالیا)